# Tērvete
Tērvete (deutsch Hofzumberg, tlw. a. Hofzumberge) ist eine an der Tērvete, einem Nebenfluss der Svēte, gelegene Ortschaft mit 393 Einwohnern (2015) in der Region Semgallen im Süden Lettlands und namensgebend sowohl für die Gemeinde (Tērvetes pagasts) als auch den Bezirk Tērvete, der bis 2021 bestand.

## Geschichte
Tērvete (Lateinisch: provincia, que Thervetene vocatur) war einer der letzten Stützpunkte der Semgallen im Kampf gegen die Kreuzritter. Nach 1286 wurde der Ortsname „Kalnmuiža“ verwendet, die lettische Variante des Namens des örtlichen Landgutes „Hof zum Berge“. In den 1930er Jahren erfolgte die heutige Benennung.
Die Ordensburg Hofzumberge (lettisch Kalnamuiža) war eine Burg der livländischen Komtur Dobeln, später Burg des Herzogtums Kurland und Semgallen. Die Burg wurde im 14. Jahrhundert an der Grenze zwischen Semgallen und Litauen erbaut, um vor litauischen Einfällen zu schützen. Erhalten sind die Überreste der südöstlichen, südwestlichen und nordwestlichen Mauern der Burg in einer Höhe von 7 bis 8 Metern.
Von 1795, als das Herzogtum Kurland vom Russischen Reich annektiert wurde, bis zur Agrarreform 1920 gehörte Tērvete bzw. Kalnamuiža den Grafen von der Pahlen. Sie bauten ein hölzernes Herrenhaus in Kalnamuiža mit Nebengebäuden und 1906 eine Kapelle im neuromanischen Stil auf dem Friedhof von Tērvete. Der Name Kalnamuiža wurde von der Kirche und der Gemeinde erhalten. Die lutherische Kirche von Kalnamuiža wurde 1614 erbaut und 1815 nach den durch die Invasion der napoleonischen Armee verursachten Schäden restauriert. 1840 wurde die Wassermühle Tērvete gebaut, die später als Schule genutzt wurde. 1922 erhielt Anna Brigadere das Gebäude als lettischen Staatspreis für literarische Tätigkeit. 1932 wurde das Tuberkulosesanatorium Tērvete im funktionalistischen Stil erbaut (Architekt Aleksandrs Klinklāvs (1899–1982), Reliefs von Kārlis Zemdega (1894–1963)), in dem sich heute das Rehabilitationszentrum der Region Kurzeme befindet.
Die örtliche Kolchose wurde 1992 privatisiert und betreibt unter dem Namen Agrofirma Tērvete im Ortsteil Kroņauce Pferdezucht, Pflanzenbau sowie seit 1971 die Bierbrauerei Alus daritava tervete.

## Sehenswürdigkeiten
- Lutherische Kirche Kalnamuiža, erbaut 1614, nach 1815 restauriert[2]
- Kapelle der Grafen von der Pahlen auf dem Friedhof von Tērvete, errichtet 1906 im neuromanischen Stil[3]
- Mauerreste der Burg Hofzumberge
- Herrenhaus Kalnamuiža (Hofzumberge)
- Anna-Brigadere-Museum Sprīdīši
- Sanatorium Tērvete, 1932 errichtet

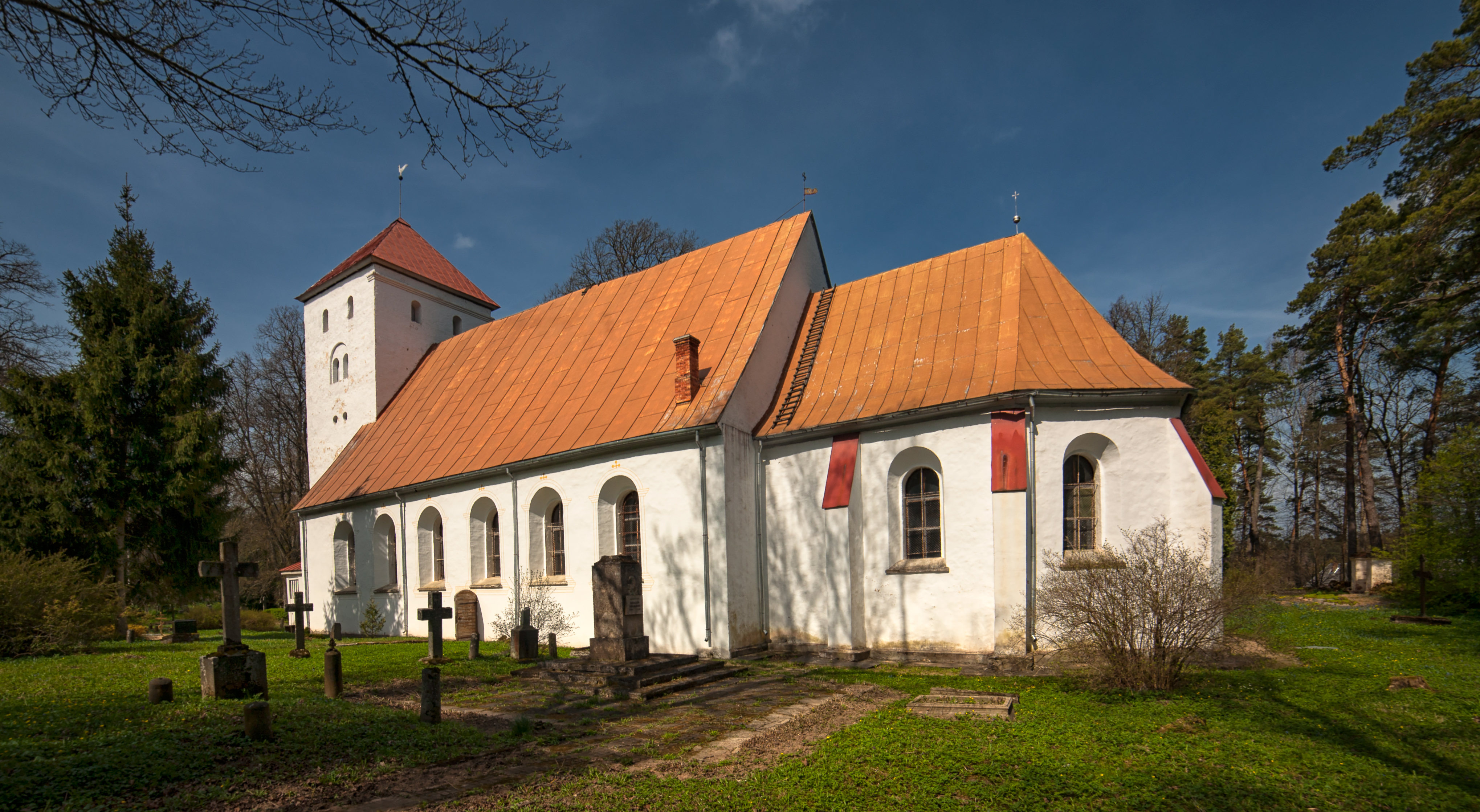
Lutherische Kirche Kalnamuiža
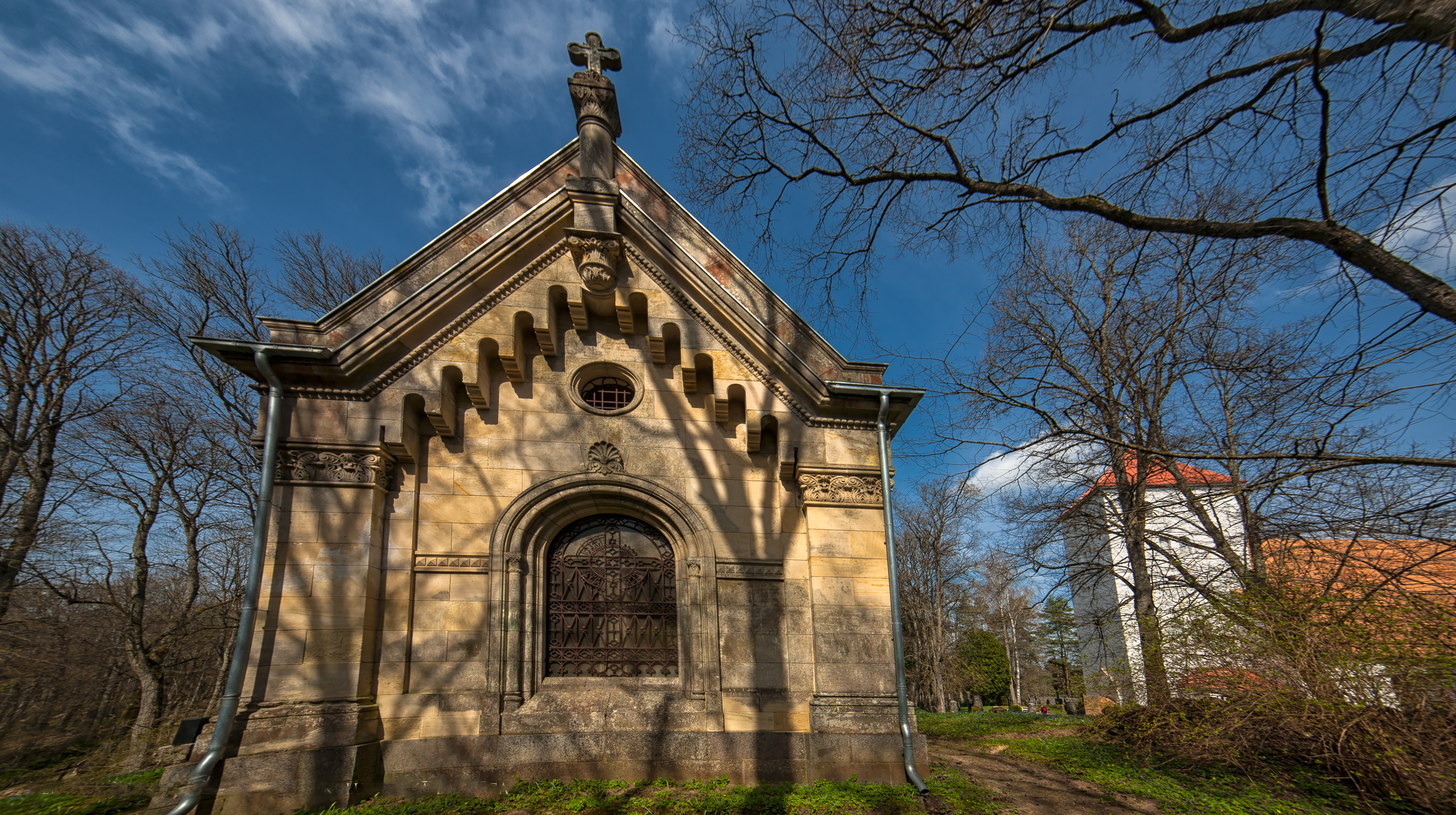
Pahlenkapelle auf dem Friedhof
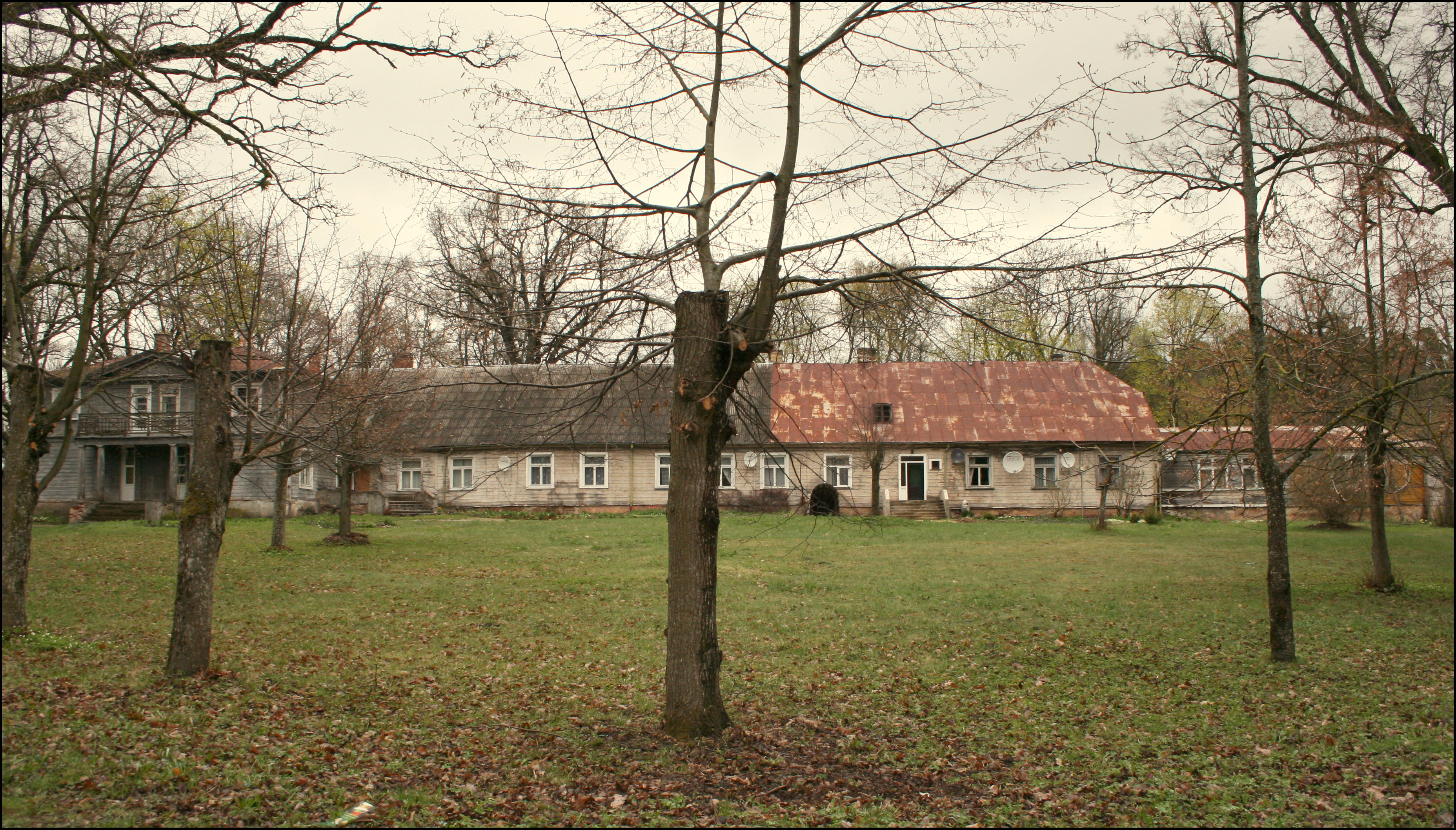
Herrenhaus Kalnamuiža (Hofzumberge)
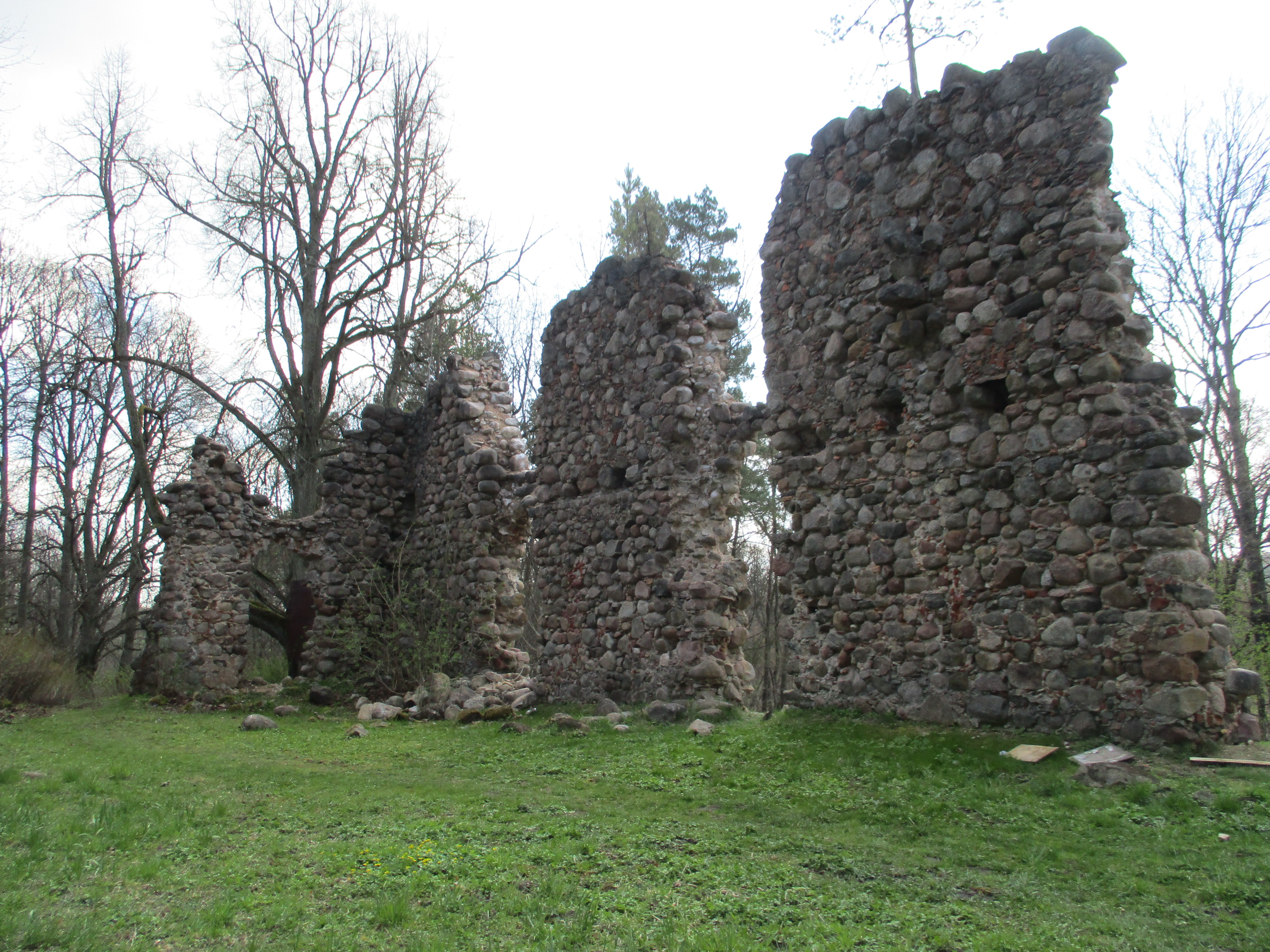
Ruine der Burg Hofzumberge
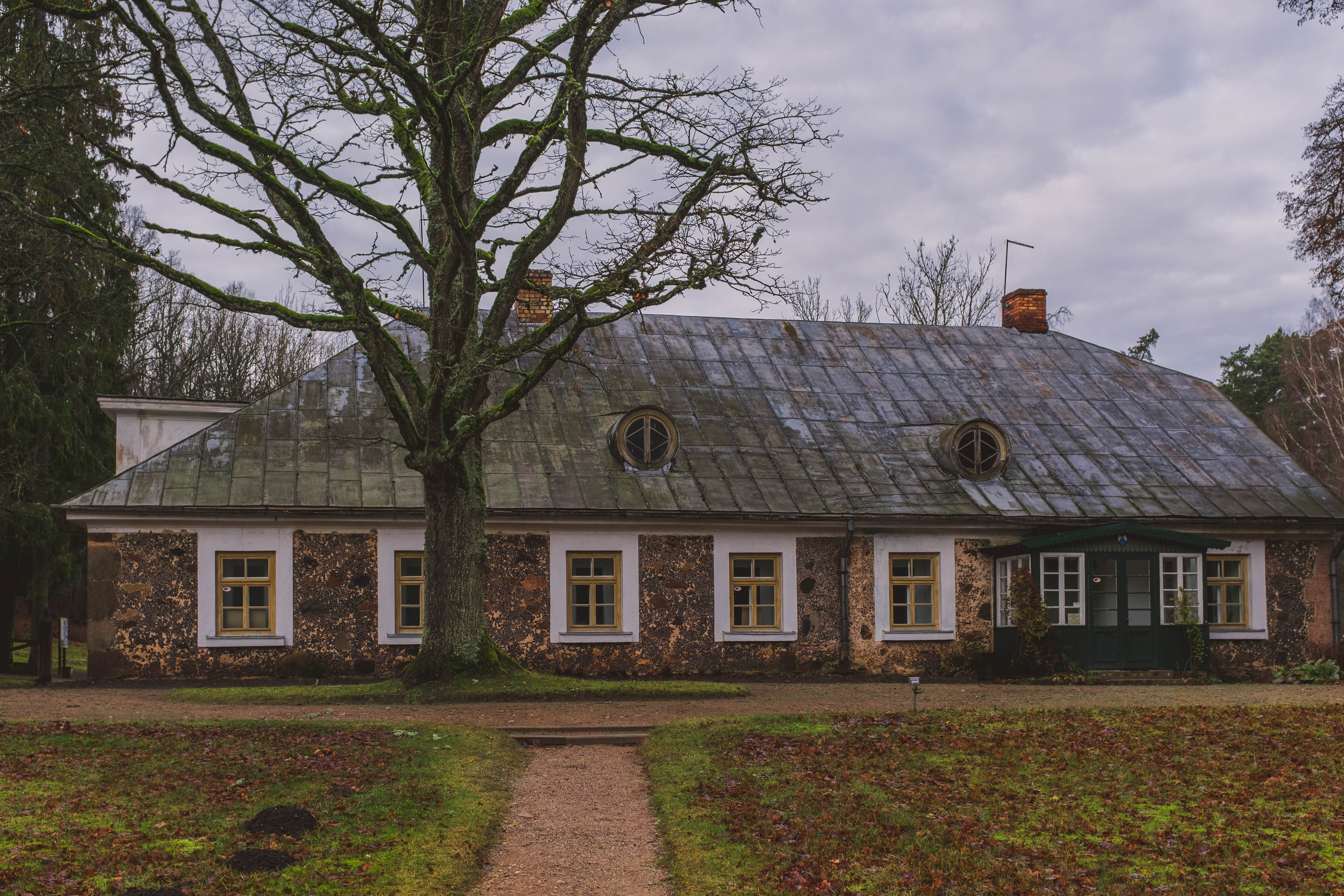
Anna-Brigadere-Museum Sprīdīši
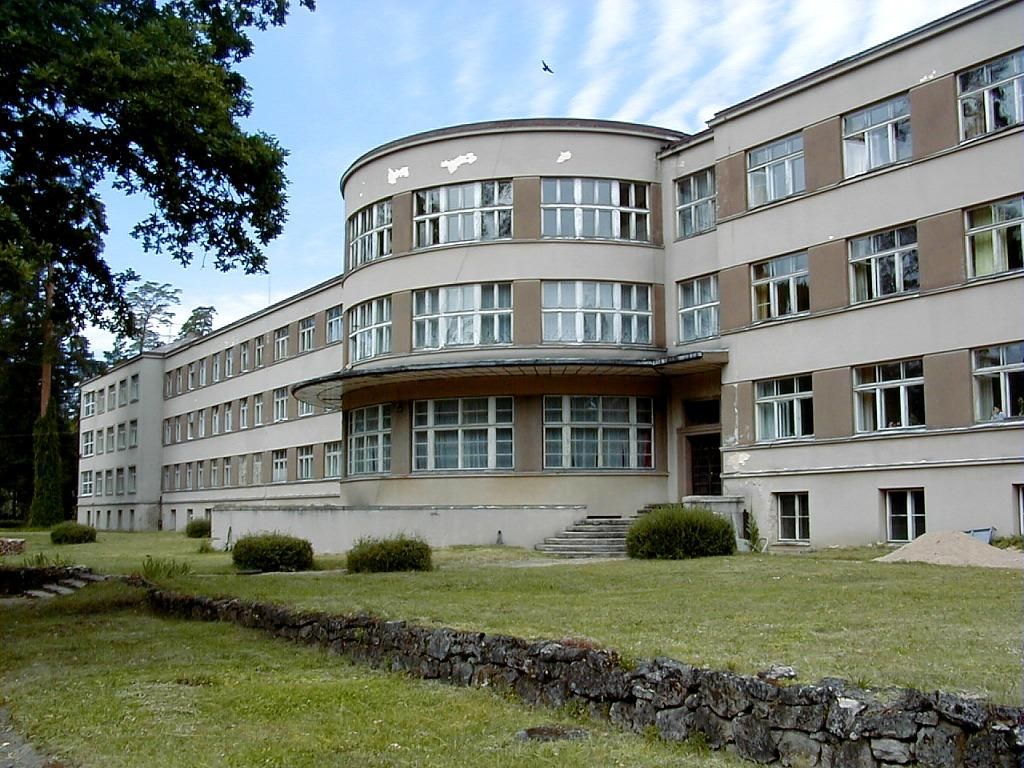
Sanatorium Tērvete

## Naturpark Tērvete
Nördlich der Ortschaft befindet sich der 1366 Hektar große Naturpark Tērvete (Tērvetes dabas parks).

## Tērvetes pagasts
Die Gemeinde Tērvete hat 1940 Einwohner (2020). Ihre größten Siedlungen sind Kroņauce (688 Einwohner), Tērvete (428), Zelmeņi (365; Gemeindezentrum), Mežmalieši (224) und Klūnas (202).

## Persönlichkeiten
- Der Theologe und Aufklärer Christoph Friedrich Neander (1723–1802), der Bücher in die lettische Sprache übersetzte, war Pastor in Grenzhof (heute Aukstkalne) und starb auch dort.
- Die Autorin Anna Brigadere (1861–1933) besaß hier eine Wassermühle, die heute als Museum dient.
- Die Pastoren Arnold von Rutkowski (1865–1919) und Wilhelm Gilbert (1868–1919), die später als Märtyrer starben, wurden hier geboren.
- Lothar Stengel-von Rutkowski (1908–1992), Arzt, Dichter, Anthropologe und Nationalsozialistischer Rassenhygieniker
- Ilga Kreituse (* 1952), Politikerin und Historikerin